# Wolfgang Hoppe
Wolfgang Hoppe   (Apolda, 14 de novembre de 1957) és un corredor de bobsleigh alemany que competí entre la dècada del 1980 i del 1990.

## Biografia
Va néixer el 14 de novembre de 1957 a la ciutat d'Apolda, situada a l'estat de Turíngia, que en aquell moment formava part de la República Democràtica Alemanya (RDA) i que avui en dia forma part d'Alemanya.

## Carrera esportiva
Va participar en els Jocs Olímpics d'Hivern de 1984 realitzats a Sarajevo (Iugoslàvia) on, en representació de la República Democràtica Alemanya, guanyà la medalla d'or en la prova de Bosbs a 2 i Bobs a 4. En els Jocs Olímpics d'Hivern de 1988 realitzats a Calgary (Canadà) aconseguí guanyar la medalla de plata en aquestes dues proves. En els Jocs Olímpics d'Hivern de 1992 realitzats a Albertville (França), ja sota pavelló alemany, aconseguí guanyar la medalla de plata en la prova de Bobs a 4 i en els Jocs Olímpics d'Hivern de 1994 realitzats a Lillehammer (Noruega) aconseguí guanyar la medalla de bronze en Bobs a 4. En els Jocs Olímpics d'hivern de 1992 Hoppe fou l'encarregat de portar la bandera alemanya en la cerimònia inaugural, esdevenint la primera vegada que Alemanya competí com una única nació unificada en uns Jocs Olímpics d'hivern des dels Jocs Olímpics d'Hivern de 1936 realitzats a Garmisch-Partenkirchen.
Al llarg de la seva carrera ha guanyat 14 medalles en el Campionat del Món de bobsleigh, destacant sis medalles d'or (tres en la modalitat de 2 homes: 1985, 1986 i 1989; i tres més en la modalitat de 4 homes: 1991, 1995 i 1997).
En retirar-se de la competició el 1997 es convertí en entrenador i seleccionador nacional, passant a entrenar corredors com Susi Erdmann, Sandra Kiriasis, Gabriele Kohlisch o André Lange.
L'octubre de 1986 va rebre l'Estrella de l'Amistat dels Pobles pels seus èxits esportius.